# سأعود حالا (المرآة السوداء)
سأعود حالا (بالإنجليزية: Be Right Back)‏ هي الحلقة الأولى في الموسم الثاني من مسلسل الأنثولوجيا والخيال العلمي البريطاني المرآة السوداء. كتبها مؤلف المسلسل تشارلي بروكر، وأخرجها أوين هاريس، وتم عرضها لأول مرة على القناة الرابعة البريطانية في 11 فبراير 2013.
تروي الحلقة قصة مارثا (هايلي أتويل)، وهي امرأة شابة لقي صديقها آش ستارمر (دومينال غليسون) مصرعه في حادث سيارة. أثناء حزنها عليه، تكتشف أن التكنولوجيا تسمح لها الآن بالتواصل مع برنامج ذكاء اصطناعي يقلد آش، وتقرر على مضض تجربته. كان لـ «سأعود حالا» مصدران للإلهام: السؤال عما إذا كان يجب حذف رقم هاتف صديق ميت من جهات اتصال الشخص، وفكرة أن منشورات تويتر يمكن أن يتم إنشاؤها بواسطة برنامج يحاكي الموتى.
تستكشف حلقة «سأعود حالا» موضوع الحزن؛ وهي قصة حزينة شبيهة بالحلقة السابقة «تاريخك الكامل». تلقت الحلقة مراجعات إيجابية، حيث تلقى أداء أتويل وغليسون استحسانًا عالميًا. يعتقد بعض النقاد أنها أفضل حلقة من المرآة السوداء، على الرغم من أن النهاية قوبلت بالنقد. تمت مقارنة العديد من منتجات الذكاء الاصطناعي الواقعية بتلك التي تم عرضها في الحلقة، بما في ذلك روبوت الدردشة «لوكا» المستوحى جزئيًا من الحلقة.

## القصة
مارثا باول (هايلي أتويل) وآش ستارمر (دومينال غليسون) شريكان شابان انتقلا إلى منزل عائلة آش البعيد في الريف. في اليوم التالي للانتقال، قُتل آش أثناء إعادة الشاحنة المستأجرة. في الجنازة، تتحدث سارة صديقة مارثا (شنيد ماثيوز) عن خدمة جديدة عبر الإنترنت ساعدتها في موقف مماثل. تصرخ مارثا في وجهها، لكن سارة توقع مارثا على أي حال. بعد اكتشاف أنها حامل، تحاول مارثا على مضض. باستخدام جميع اتصالات آش عبر الإنترنت وملفات وسائل التواصل الاجتماعي السابقة، تنشئ الخدمة «آش» افتراضيًا جديدًا. بدءا بالرسائل الفورية تقوم مارثا بتحميل المزيد من مقاطع الفيديو والصور وتبدأ في التحدث مع آش الاصطناعي عبر الهاتف. تأخذها مارثا في نزهات الريف وتتحدث إليها باستمرار بينما تتجاهل رسائل ومكالمات أختها.
عند إجراء الفحص، تسمع مارثا نبضات قلب طفلها، وفي طريقها للخروج يسقط هاتفها عن طريق الخطأ ويفقد الاتصال مؤقتًا بآش الاصطناعي. بعد مواساتها، يخبرها آش الاصطناعي عن المرحلة التجريبية للخدمة. باتباع تعليماته، تحول مارثا جسدًا اصطناعيًا فارغًا إلى إنسان آلي يبدو مطابقًا تمامًا ل«آش». منذ اللحظة التي يتم فيها تنشيط الروبوت، تشعر مارثا بعدم الارتياح وتكافح لقبول وجوده. على الرغم من أن الروبوت يرضيها جنسياً، إلا أنها قلقة من عدم قدرته على النوم وغياب سمات شخصية آش. في إحدى الليالي، أمرت الروبوت آش بالمغادرة وكانت منزعجة لأنه فعل ذلك، لأن آش الحقيقي كان سيجارها. في صباح اليوم التالي، تأخذ مارثا آش الاصطناعي إلى جرف وتطلب منه القفز. عندما يبدأ في اتباع الأمر، تعرب مارثا عن إحباطها لأن آش الحقيقي لن يكون ليطيع الأمر ببساطة. الروبوت يطرح حياته. تصرخ مارثا.
بعد عدة سنوات، في عيد ميلاد ابنة مارثا (إنديرا آينغر). تحتفظ مارثا بااروبوت آش مغلقًا في العلية وتسمح لابنتها فقط برؤية الروبوت في عطلات نهاية الأسبوع، لكنها تستثني عيد ميلادها. ابنتها تدردش بعيدًا على الروبوت بينما تقف مارثا في أسفل درجات العلية، وتجبر نفسها على الانضمام إليهم.

## الإنتاج
«سأعود حالا» هي الحلقة الأولى من الموسم الثاني من المرآة السوداء، التي تنتجها «زيبوترون» ل إندمول. تم بثها على القناة الرابعة في 11 فبراير 2013. في 22 يناير 2013، تم إطلاق مقطع دعائي للموسم الثاني، يضم «تسلسل أحلام» و «إعداد المصنع المتكرر» و «سحابة غبار ضخمة». تم عرض المقطع على القناة الرابعة ودور السينما. تم بث مقطع دعائي لحلقة «سأعود حالا» لأول مرة في 1 فبراير 2013. تم استدعاء عنوان الحلقة لاحقًا باعتباره شعارًا للفيلم التفاعلي المرآة السوداء: باندرسناتش.

### المفهوم والكتابة
كتب الحلقة مؤلف المسلسل تشارلي بروكر. بعد بضعة أشهر من وفاة شخص يعرفه، كان بروكر يزيل جهات الاتصال غير الضرورية من هاتفه، واعتبر أنه من «عدم الاحترام بشكل غريب» حذف اسمه. أصبحت هذه الفكرة لاحقًا مصدر إلهام ل«سأعود حالا»، جنبًا إلى جنب مع فكرة أخرى كانت لدى بروكر عند استخدام تويتر: «ماذا لو مات هؤلاء الأشخاص وكانت البرامج تحاكي أفكارهم؟»
قبل كتابة «سأعود حالا»، كان بروكر قد قرأ عن برنامج الذكاء الاصطناعي "إليزا" في الستينيات، وكيف انخرط السكرتير المنشئ في محادثة شخصية للغاية مع "إليزا" في غضون دقائق من الاختبار الأول. اعتبر بروكر أيضًا عدم أصالة مستخدمي وسائل التواصل الاجتماعي، وعلق في مقابلة أخرى قائلاً "وجدت نفسي غير أصلي هناك وذكرني بكتابة عمود في إحدى الصحف". في عام 2013، قال بروكر إنه قنن استخدامه لتويتر لأنه سبب له التعاسة."
تمت كتابة الحلقة بعد فترة وجيزة من إنجاب بروكر لطفله الأول مع زوجته كوني هوك. قام الزوجان بالتناوب لمشاهدة الطفل بينما ينام الآخر، وكتب بروكر الحلقة أثناء نوباته. تمت كتابة النص بسرعة، وعلق بروكر بأن وجود طفل حديثًا أدى إلى أن تكون الكتابة «أكثر رقة وعاطفية» مما قد تكون عليه بخلاف ذلك.
في لجنة معهد الفيلم البريطاني، يلاحظ بروكر أن الحلقة تعكس مراحل المواعدة عبر الإنترنت، وتتقدم من المحادثات النصية إلى المكالمات الهاتفية إلى التفاعلات الواقعية، ويعتقد أن «القفزة الأكبر» هي النسخة الاصطناعية من آش، في حين أن البقية هو «ليس بعيد المنال». تقارن المنتجة المنفذة أنابيل جونز التكنولوجيا بالوسيطة، حيث يتم استخدام كلاهما للراحة.
كانت الفكرة غير المستخدمة للحلقة هي التأكيد على الطبيعة المالية لشركة الذكاء الاصطناعي. يقول بروكر في مقابلة «كانت هناك نقطة حيث نفد رصيدها وعليها أن تضيفه. أعتقد أن ذلك تم تصويره». كانت هناك فكرة أخرى وهي أن تعرض الحلقة شخصيات أخرى واستبدالهم بأجهزة روبوت لأحبائهم.

### الممثلون والتصوير

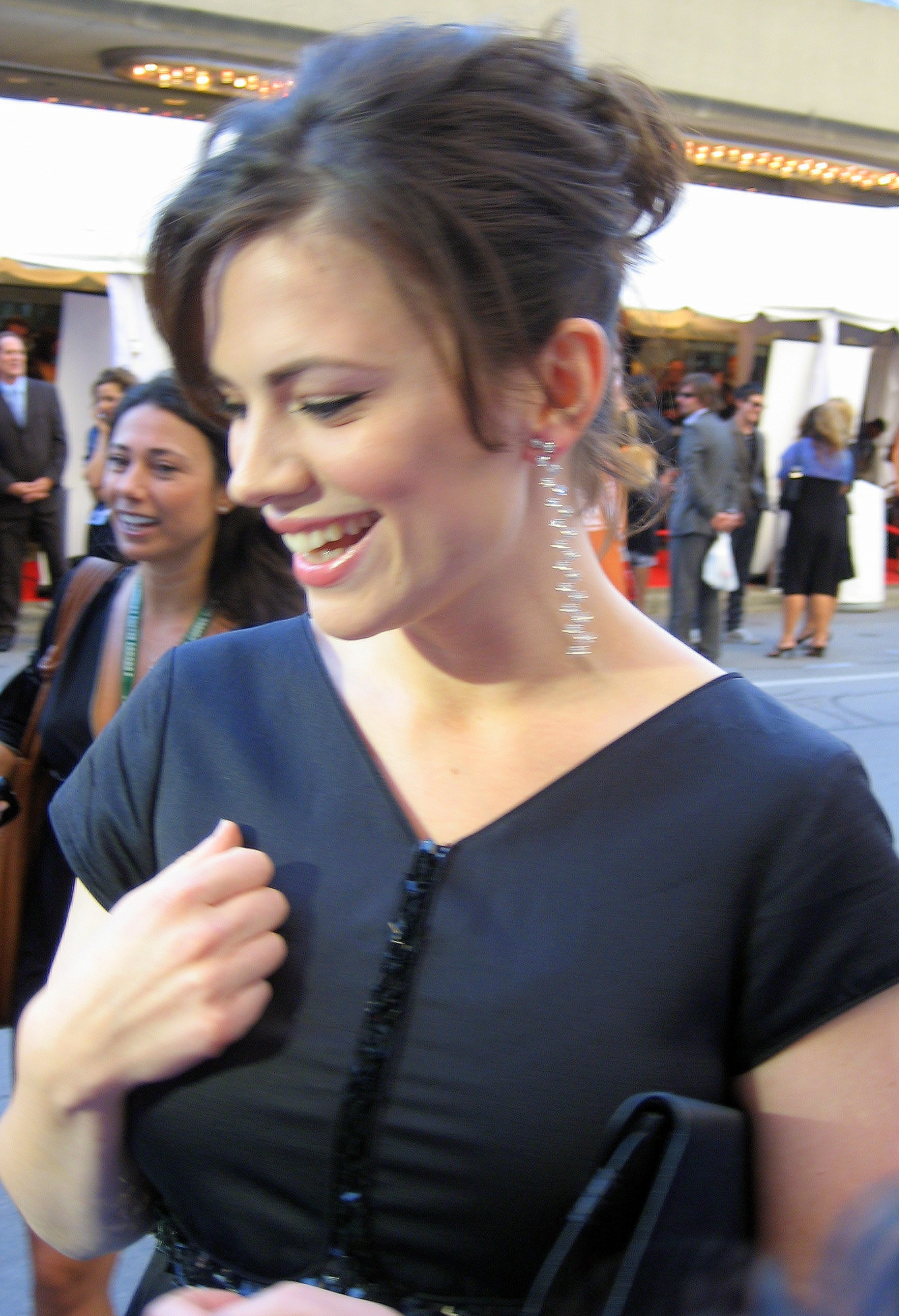
لعبت هايلي أتويل دور مارثا في حلقة «سأعود حالا»

كانت هايلي أتويل التي تلعب دور مارثا، من المعجبين بالموسم الأول من الموسم، ووصفته بأنه «مبتكر وذكي للغاية»، لذلك طلبت من وكيلها أن يحصل عليها دورًا في الموسم الثاني. كان انطباع أتويل الأول عن السيناريو أنه «مؤثر حقًا، لكنه لا يزال يتمتع بالذكاء». عند سؤالها في مقابلة عام 2013، قالت أتويل إنها كانت مستخدمًا كثيفًا للإنترنت. يلعب دومينال غليسون دور آش، وقال في مقابلة عام 2018 إن الدور دفعه لمحاولة استخدام هاتفه بشكل أقل، مع اتجاه مسرحي حيث يبحث بشكل محموم في هاتفه الذي يتردد صداه معه.
تم إخراج الحلقة من قبل أوين هاريس، الذي سيخرج في وقت لاحق حلقة الموسم الثالث من المسلسل «سان جونيبيرو» - حلقة وصفها هاريس بأنها «مشابهة بشكل غريب» لهذه الحلقة لأن كلاهما «تقودهما العلاقة». انجذب هاريس إلى «سأعود حالا» من خلال استكشافه «الحميم» لـ«موضوعات أعظم من الحب والموت والخسارة». يعتقد بروكر أن هاريس «جيد جدًا مع فناني الأداء» و «ينجذب» نحو حلقات المرآة السوداء «الأكثر رقة». يثني بروكر على «عين هاريس الجيدة لتلك اللحظات الأصيلة والمرّة والمؤلمة». يصف أن القصة «من ناحية حول التكنولوجيا ومن ناحية حول الحزن». قام فينس بوب بتأليف الموسيقى التصويرية للحلقة.
كان أتويل حريصًا على إبقاء مارثا على الأرض واستخدام المذهب الطبيعي للتأكيد على حزن مارثا والمساعدة على معقولية مفاهيم الخيال العلمي. يصف هاريس مارثا بأنها شخصية «فتاة في البيت المجاور»، وكان هدفها أن تعيش «حياة بسيطة» مع آش. قبل التصوير، التقى أتويل وغليسون في «في الظلام»، وهو مطعم يُقدم فيه الطعام في الظلام.
تمنى هاريس جعل الحلقة تبدو كما لو كانت ممكنة في المستقبل القريب، كما لو كان بإمكان المرء «الدخول إلى متجر ماكنتوش غدًا ولن يكون في غير محله رؤية أشخاص يجربون برامج مثل هذه». قال مصمم الإنتاج جويل كولينز في عام 2018 أن التكنولوجيا «شبه حقيقية الآن»، لكنها «بدت خيالية» في ذلك الوقت. تحتوي محطة البنزين على «سيارات صغيرة»، والتي يقترح كولينز أنها السيارات الكهربائية يمكن أن تكون جزءًا من مستقبل «بسيط وصغير وصديق للبيئة». يتم عرض الحامل بشاشة تعمل باللمس لفترة وجيزة في الحلقة. علق بروكر أن «فريق التصميم كان لديه يوم ميداني مع هذا الحامل» وأنهم اقترحوا حقوق الطبع والنشر للفكرة.
أراد بروكر تجنب مجاز من واجهات التكنولوجيا «المسرحية» في التلفزيون، باستخدام إشارات أكثر دقة مثل حذف مارثا بريدًا إلكترونيًا على جهاز الكمبيوتر المحمول الذي لا يعمل باللمس بحركة يد بسيطة. تم إرسال بريد إلكتروني واحد إلى مارثا هو إعلان مستهدف لكتب حول التعامل مع الحزن.
قال هاريس أنه تمت مناقشة نهايات مختلفة، لكن «أعتقد أننا انتهينا إلى حد كبير من حيث بدأنا». اقترح هاريس عشاءًا عائليًا في الطابق السفلي، لكن بروكر وجونز فضلا أن تسمح مارثا لابنتها برؤية آش مرة واحدة في الأسبوع. وصفت أتويل النهاية بأنها «متشائمة للغاية»، واصفة شخصيتها بـ «الخدر» وربما «العلاج». أثناء تصوير المشهد الأخير، بدأ غليسون في إطلاق لحيته لمشروع آخر؛ على الرغم من وجود جدل حول ما إذا كان يمكن أن يكون للروبوت لحية بمناسبة مرور الوقت، فقد تمت إزالته أثناء التحرير كانت هذه عملية صعبة ومكلفة، حيث كان على آش أن يتحدث ويمشي عبر الظلال والضوء.

## التحليلات
المفهوم المركزي لحلقة «سأعود حالا» هو الحزن، وفقا لإميلي يوشيدا من «غرانتلاند» وجيمس هيبرد من مجلة إنترتينمنت ويكلي. لخص لوك أوين من «فليكيرينغ ميث» الحلقة بأنها «كئيبة ومنخفضة المستوى ومثيرة للاكتئاب معًا حول الحزن وكيفية تعامل الناس معه بطرق مختلفة»، مع تعليق جايلز هارفي من النيويوركر على استكشاف الحلقة لاحتمالات حزن ما بعد الحداثة، مما يشير إلى أن رسالة بريد إلكتروني موجهة إلى مارثا حول الحزن «تعني تراكم مثل هذه اللحظات المتطفلة - موت العزلة بآلاف التخفيضات الرقمية». المواضيع الأخرى في الحلقة موجودة أيضًا. يعتقد رايان لامبي من «دين أوف غيك» أن موضوع الحلقة هو «تأثيرات التكنولوجيا على العلاقات». أشار جونستون إلى أنه بالإضافة إلى الحزن، تستكشف الحلقة كيف يتصرف الناس في «الأماكن العامة المتوسطة بشكل متزايد».
وصف بروكر الحلقة بأنها «قصة شبح» وعلق العديد من النقاد على نبرتها. وصفه ديفيد سيمز من إيه. في. كلوب بأنه «قطعة احتياطية ومخيفة»، على الرغم من أن ميغان لوغان من «إنفارس» قالت إنه في حين أن الحلقة مأساوية إلا أنها تحتوي على «تفاؤل عميق الجذور». بالتركيز على الترابط بين المحتوى والنبرة، كتب تشارلز براميسكو من فالتشر أن الحلقة تدمج «فكر خيال علمي دماغي [تجربة]» و «جوهر عاطفي»، مما يجعلها «مفهومة عالية الدموع». ربط توم ساتكليف من الإندبندنت نغمة الحلقة بتطور في كتابات بروكر منذ زواجه وطفلها الأول، واصفا إياها «بالعطاء» و «الحزين». على عكس الحلقات السابقة من المرآة السوداء، تتميز «سأعود حالا» بشخصية تبدأ في استخدام تقنية، بدلاً من شخص معتاد عليها. وفقًا لدانييل إم سوين من هافينغتون بوست، فإن الحلقة «تذكير قوي بخلود وسائل التواصل الاجتماعي من الروح»، وكتب سمير رحيم من الديلي تلغراف أن الحلقة تحتوي على أفكار حول زيف شخصيات وسائل التواصل الاجتماعي والإدمان المتزايد على الإنترنت. قالت روكسان سانكتو من بيست إن الحلقة «تدرس فناءنا ورغبتنا في لعب دور الرب»، وتوضح كيف أن للبشر «حاجة ماسة لعكس اتجاه جزء طبيعي وضروري من الحياة دون مراعاة العواقب».
طرح نقاد آخرون أفكارهم أكثر حول العلاقة في الحلقة، وأشاروا إلى أنها كانت مدفوعة بالعلاقة. ووفقًا لما قاله لامبي، فإن آش «صديق حنون» ومارثا «متيمة بالحب»، على الرغم من أن هاتفه يشتت انتباهه بسهولة؛ تظهر مارثا وآش معًا فقط في عدد قليل من المشاهد، لكننا نرى حبهما من خلال «النكات الصغيرة داخل النكات، والحب المشترك لإيقاعات السبعينيات المبهجة وذكريات الطفولة». كتب بوجالاد أنهما «أحد الأزواج الأكثر راحة وسعادة من الناحية الواقعية» في المسلسل، ووافق أوين على ذلك، وكتب أنه على الرغم من أن العلاقة بها القليل من الشهرة، إلا أن الجمهور يشعر «باتصال فوري معهم». وعُكست هذه المشاهد لاحقًا، والانخراط في الجنس الذي يبدو «آليًا». سبب وفاة آش «ليس واضحًا ولا مهمًا»، على الرغم من اعتقاد سيمز وسانكتو أن الأمر يتعلق بفحصه لهاتفه أثناء القيادة.
قال يوشيدا إن وجود الروبوت آش «خطر» على الرغم من أنه يتمتع بسلوك «طيع»، وعلق كذلك على أن مارثا غير قادرة على مقاومته، على الرغم من نفورها من الموقف. ذكر سيمز أن النسخة المتماثلة ل«آش» «مدركة لذاتها»، لأنها «تعرف أنها لا تستطيع استبدال آس تمامًا». وصف سيمز أيضًا آش الآلي بأنه «مثل الجرو الضائع» الذي يتبع مارثا بطاعة. أشار سوين إلى هذا اللاإنسانية أيضًا، حيث كتب أنه على الرغم من أن آش الروبوت ذكي، إلا أن شخصيته تفتقر إلى المعنى، ووصفه مورغان جيفري من ديجيتال سباي بأنه «فارغ» وعلق بأنه يفتقد «الكثير من ما جعل آش الرجل الذي كان عليه». قال لوغان إن الحلقة تدور حول «الأشياء غير الملموسة للإنسانية التي يتألف منها الأشخاص الذين نحبهم». يعتقد ساتكليف أن آش الآلي فشل كبديل لأن البشر يفتقدون «حموضة» أحبائهم وكذلك «حلاوتهم».

### مقارنات بوسائط أخرى

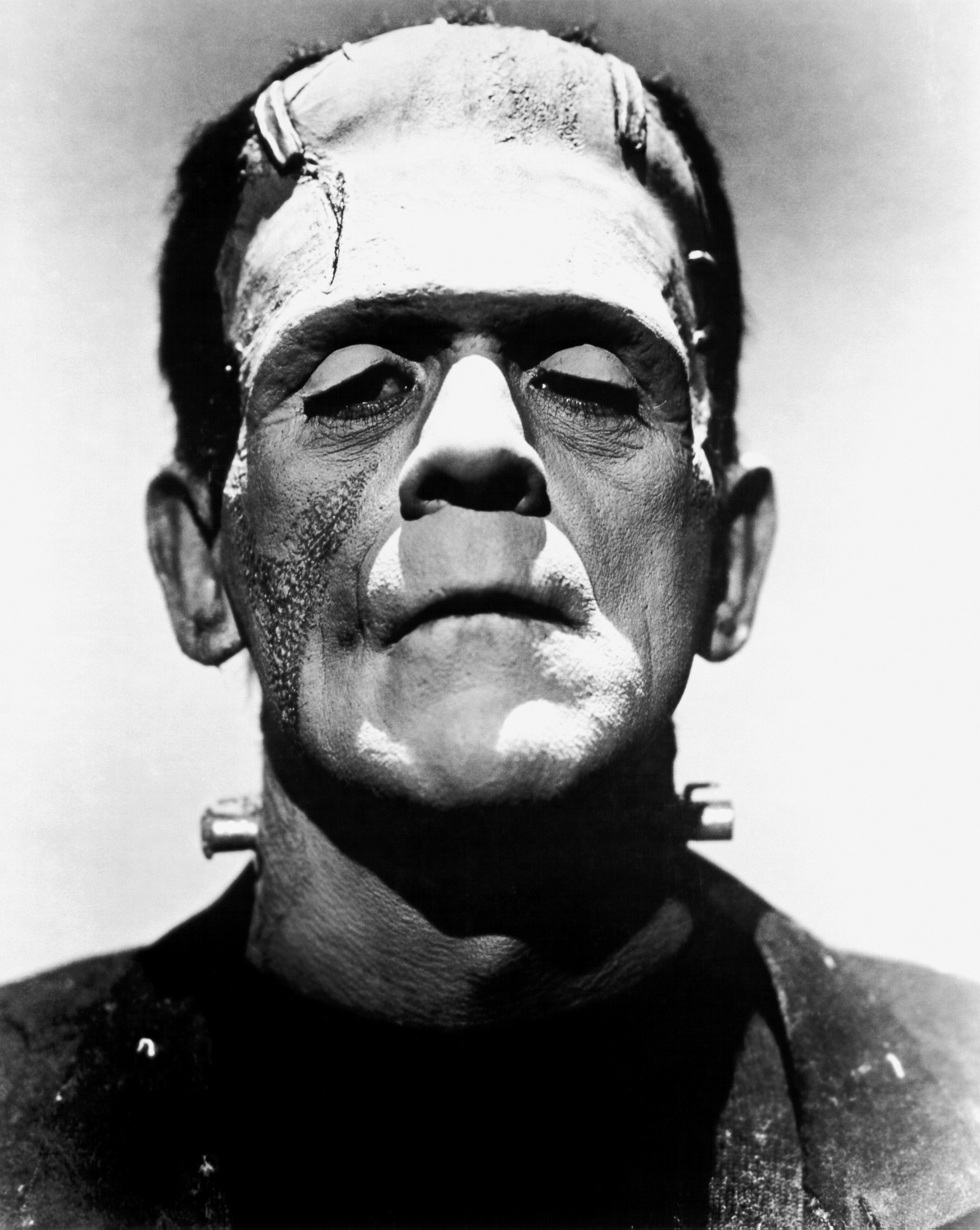
تمت مقارنة الحلقة مع قصة فرانكنشتاين، حيث كان آش الآلي يوازي وحش فرانكنشتاين.

على عكس الافتتاحية السابقة للمسلسل، «النشيد الوطني»، وصف بروكر حلقة «سأعود حالا» بأنها «أكثر جدية مما قد يتوقعه الناس» وكذلك «حزينة» و «حميمة وشخصية للغاية». أدلى لامبي بتعليقات مماثلة. قارن كل من لامبي وجيفري الحلقة ب«تاريخك الكامل»، وهي حلقة من الموسم الأول كتبها جيسي أرمسترونغ. أشار يوشيدا إلى أن «تاريخك الكامل» يبدأ مع ليام المهووس بمقابلة عمل، وهو قادر على إعادتها من خلال جهاز الحبوب الخاص به. قارن يوشيدا عدم قدرته على التخلي عن الأمر مع اختيار مارثا ب«أنها ترضع نفسها إلى الأبد على تقطير بطيء للقبول المتأخر» من خلال استبدال آش بروبوت. قالت ماورا جونستون من صحيفة بوسطن غلوب إن لكلا الحلقتين الذاكرة كمفهوم مركزي و «[العب] على أفكار الحب والمثل الأعلى».
وصف ريتشارد هاند من "ذا كونسيرفيشن" الحلقة بأنها "إعادة صياغة ذكية" لقصة فرانكنشتاين لماري شيلي. قارن يوشيدا آش الآلي بوحش فرانكنشتاين، مع إجراء نفس المقارنة لهاند، وكتب أن كلاهما "شخصية منبعثة من الموت" لا يمكن أن تكون إنسانًا أبدًا". بينما يوضح فرانكشتاين أن "الجوهر الحيوي للإنسانية" هو أكثر من مجرد مجموعة من أجزاء الجسم، فإن حلقة «سأعود حالا» تظهر أنه ليس "الوجود الرقمي" للشخص.
استخدم المراجعون تشبيه «سأعود حالا» مثل قصة «سأعود حالا» مع التكنولوجيا المستقبلية. قارن لامبي قصة «يوبيك» للكاتب فيليب ك. ديك وفيلم ستارمان من عام 1984، والتصوير السينمائي لفيلم لا تدعني أذهب أبدا من عام 2010. أشارت «ذي راب» إلى أن الحلقة «فيها بعض التشابه» مع 2013 فيلم هي.

### مقارنات بتقنية الذكاء الاصطناعي
في عام 2015، استخدمت الشريك المؤسس للوكا، يوجينيا كويدا، مواردها الناشئة في مجال الذكاء الاصطناعي لإنشاء خدمة عبر الإنترنت باستخدام سجلات الدردشة من صديقها الراحل رومان مازورينكو؛ كان حلقة «سأعود حالا» أحد مصادر الإلهام للمشروع. بعد أن شاهدت الحلقة بعد وفاة صديقها، تساءلت عن المفهوم: «هل تسيته، من خلال إجبارك على الشعور بكل شيء؟ أم أنها مجرد شخص ميت في العلية؟» تم إطلاق روبوت الدردشة رومان مازوربنكو في مايو 2016 وقوبل بردود إيجابية في الغالب، على الرغم من أن أربعة من أصدقاء كيودا انزعجوا من المشروع وعلق أحدهم بأنها «فشلت في تعلم درس حلقة المرآة السوداء». تنتج شركة أخرى، "Eterni.me" أيضًا ذكاءً اصطناعيًا تم مقارنته بالروبوت آش في حلقة «سأعود حالا»؛ علق الشريك المؤسس ماريوس أورساتش قائلاً إن الشركة تحاول تجنب «المفهوم القائل بأنها وسيلة لتوقف الأحباء الحزينة عن المضي قدمًا» وأن الذكاء الاصطناعي الذي تم تصويره في هذه الحلقة هو «نسخة مخيفة» من أفكارهم. الروبوتات المماثلة مثل "BINA48"، التي تم الإعلان عنها في عام 2010 بواسطة مارتين روتبلات، أو "DadBot" لعام 2017 التي صنعها الصحفي جيمس فلاهوس، تمت مقارنتها أيضًا بالروبوت المركزي في هذه الحلقة.

## الاستقبال النقدي
تم بث الحلقة لأول مرة على القناة الرابعة في 11 فبراير 2013 في الساعة 10 مساءً، وحصلت على 1.6 مليون مشاهد، بنسبة 9% من الجمهور. كان هذا أعلى بنسبة 14% من متوسط الفترة الزمنية للقناة، ولكنه رقم أقل من 1.9 مليون مشاهد الذين شاهدوا حلقة «النشيد الوطني»، الحلقة الأولى من الموسم السابق. في عام 2014، تم ترشيح الحلقة لنيل جائزة الأكاديمية البريطانية للتلفزيون الحرفية في فئة أفضل دراما فردية.
أعطى إيه. في. كلوب للحلقة تصنيف A-. من أصل 5 نجوم، تلقت الحلقة 4 نجوم في صحيفة ديلي تلغراف وديجيتال سباي. صنفت مجلة إمباير الاجتماع الأول بين مارثا وآش الألي كواحد من أعظم 50 لحظة خيال علمي في الخيال. قبل العرض الأول للموسم الثالث، ادعى لوغان أن الحلقة كانت «أفضل حلقة في المسلسل حتى الآن» و «الأكثر حزنًا». قال رحيم إن الحلقة «استكشاف مؤثر للحزن» ورأى أنه «أفضل شيء فعله بروكر». بعد السلسلة الرابعة، يرى أليك بوجالاد من «دين أوف غيك» أنها أفضل حلقة من العرض.
وأشاد لوغان بالقصة ووصفها بأنها «تأمل خطي مذهل في الحزن والحب». اعتقد لامبي أن النطاق المحدود للحلقة «يزيد من قوتها الدرامية»، وأشاد بها ووصفها بأنها «مخيفة بشكل مناسب». على النقيض من ذلك، انتقد مايك هيغينز من الإندبندنت أن الحلقة فشلت في أهدافها باعتبارها «هجاء على وسائل التواصل الاجتماعي». أشاد جيفري بالنبرة ووصفها بأنها «مخيفة وتتحرك بنفس القدر». علق سيمز بأن القوس السردي «ممتن» على الرغم من إمكانية التنبؤ به.
انتقد جيفري نهاية الحلقة ووصفها بأنها «تبرئة من بروكر» لأنه «مثل مارثا، تشعر أنه لا يعرف تمامًا ما يجب فعله مع آش الآن بعد أن صنعه». وجد أوين أن النهاية «لا تنتهي حقًا بأي من تقدم شخصية مارثا»، بينما كتب هيغينز أن «آش أصبح مجرد روبوت خيال علمي آخر». ومع ذلك، أشاد سيمز بالمشهد الأخير باعتباره عاطفيًا و «حزينًا».
راجع أوين أن أداء هايلي أتويل كمارثا كان الأفضل في المرآة السوداء حتى تلك النقطة في المسلسل، مع موافقة لامبي على أنه كان الأفضل. كتب لامبي أن أتويل هي «محور كل مشهد تقريبًا» ووجد سيمز أنها «لا تدع حزنها يشعر أبدًا بالرسوم الكاريكاتورية أو المبتذلة». دعا أوين تمثيل دومينال غليسون ك«آش» بأنه «رائع بنفس القدر»، بينما علق سيمز على الذروة قائلاً: «من المدهش مشاهدة غليسون وهو يشغل المشاعر بعد إبقائها في قنينة في حلقة كاملة». رأى لامبي أن آش ومارثا لديهما «شرارة حقيقية» وأشاد جيفري بأن الحلقة «لها قلب حقيقي وشخصيات تعيش وتتنفس».
وأشاد أوين بإخراج أوين هاريس، مستعرضًا أن البيئة المحيطة المألوفة والتكنولوجيا الموثوقة «[أضافت] إلى مصداقية القصة.» كتب بوجالاد أن المشهد الذي وصلت فيه الشرطة لإبلاغ مارثا بوفاة آش هو «من بين أكثر اللحظات دهاءً وتدميرًا التي قدمتها المرآة السوداء على الإطلاق». أشاد هيغينز بالتصوير السينمائي في مشهد الريف.

### تصنيفات الحلقة
ظهرت حلقة «سأعود حالا» في تصنيفات العديد من النقاد في 19 حلقة في المرآة السوداء، من الأفضل إلى الأسوأ:
| - الأولى - تشارلز براميسكو، فالتشر - الأولى - كوري أتاد ، إسكواير - الأولى - أوبري بيج ، كولايدر - الأولى (من بين السبعة الأوائل) - آل هورنر، جي كيو - الثانية - مورغان جيفري، ديجيتال سباي | - الثانية - ترافيس كلارك، بيزنس إنسايدر - الرابعة - جيمس هيبرد، إنترتينمنت ويكلي - الخامسة - إريك أنتوني جلوفر ، إي تي - السادسة - ستيف غرين، هانا نغوين وليز شانون ميلر، إنديواير - السادسة عشر - مات دونيلي وتيم مولوي، «ذي راب» |

بدلاً من الجودة ، صنفت بروما خوسلا من ماشابل الحلقات حسب النغمة ، وخلصت إلى أن «سأعود حالا» هي الحلقة الرابعة الأقل تشاؤماً من العرض.
نقاد آخرون المرتبة 13 حلقة في بلاك ميرور " سلسلة الثلاثة الأولى.
| - الأولى - آدم ديفيد، سي إن إن الفلبين - الثانية - مات إلفرينغ، غيم سبوت - الثالثة - إد باور، ديلي تلغراف - الرابعة - كريستيان بون، «واتكالتر» | - الرابعة - جايكوب هول، «/فيلم» - الرابعة - أندرو والنستين، فارايتي - العاشرة (من العشرة الأوائل) - بريندان دويل، "Comingsoon.net" |

صنف المراجعون الآخرون الحلقات السبع التي تم إنتاجها في القناة الرابعة البريطانية. تم إدراج «سأعود حالا» في المرتبة الخامسة في مقال ل«ميترو» بواسطة جون أوبراين، واحتلت المرتبة السادسة من قبل روكسان سانكتو من بيست.